# Björkebergs distrikt
Björkebergs distrikt är ett distrikt i Linköpings kommun och Östergötlands län. 
Distriktet ligger väster om Linköping. 

## Tidigare administrativ tillhörighet
Distriktet inrättades 2016 och utgörs av socknen Björkeberg i Linköpings kommun.
Området motsvarar den omfattning Björkebergs församling hade vid årsskiftet 1999/2000.